# パヴェル・ロシ
パヴェル・ロシ (ベラルーシ語: Павел Лось、2000年12月31日 - ) は、ベラルーシの空手家。

## キャリア
松涛館空手でパベルのキャリアは2007年に開始し、この日から続けた。パベルは30以上のメダルを、最初の場所でそれらの多くを持っている。Ivanavaスポーツクラブ松濤館空手」Asakhi」のメンバー。